# 蛍光色素
蛍光色素とは蛍光を発光する色素。

## 概要
蛍光色素が光を吸収すると、色素中の電子が励起され、それが基底状態に戻る際に余分なエネルギーを電磁波として放出する。この電磁波が蛍光である。蛍光の波長は吸収した光（励起光）の波長よりも常に長い。励起光の波長と蛍光の波長との差はストークスシフトと呼ばれ、これが大きいほど蛍光は励起光と識別しやすく、検出が容易な色素となる。

## 主な蛍光色素
- メロシアニン
- ペリレン
- アクリジン
- ペリレン
- ルシフェリン
- ピラニン
- スチルベン
- ローダミン
- クマリン
- 4-(ジシアノメチレン)-2-メチル-6-(4-ジメチルアミノスチリル)-4H-ピラン (DCM)
- ピロメテン（英語版）
- フルオレセイン
- ウンベリフェロン

## 用途
X線写真や蛍光顕微鏡、分光蛍光光度計、放射線を検出するシンチレータに使用したり、A重油や灯油に混ぜて不正軽油の検出や洗剤等で使用される。